# Чемпионат мира по волейболу среди мужских клубных команд 2010
6-й чемпионат мира по волейболу среди мужских клубных команд прошёл с 15 по 21 декабря 2010 года в Дохе (Катар) с участием 8 команд. Чемпионский титул во второй раз подряд выиграл «Трентино» (Тренто, Италия).  

## Команды-участницы
«Аль-Араби» (Доха, Катар) — команда страны-организатора;
«Трентино» (Тренто, Италия) — победитель Лиги чемпионов ЕКВ 2010;
«Пайкан»(Тегеран, Иран) — победитель чемпионата Азии среди клубных команд 2010;
«Дреан Боливар» (Боливар, Аргентина) — победитель чемпионата Южной Америки среди клубных команд 2010;
«Аль-Ахли» (Каир, Египет) — победитель Кубка африканских чемпионов 2010;
«Пол Митчелл» (США) — представитель NORCECA;
«Динамо» (Москва, Россия) — по приглашению организаторов (2-й призёр Лиги чемпионов ЕКВ 2010);
«Скра» (Белхатув, Польша) — по приглашению организаторов (3-й призёр Лиги чемпионов ЕКВ 2010).

## Система проведения чемпионата
8 команд-участниц на предварительном этапе были разбиты на две группы. 4 команды (по две лучшие из групп) вышли в плей-офф и по системе с выбыванием определили призёров чемпионата.

## Предварительный этап

### Группа A
| М | Команда            | 1   | 2   | 3   | 4   | И | В | П | С/П | О |
| - | ------------------ | --- | --- | --- | --- | - | - | - | --- | - |
| 1 | «Скра» (Белхатув)  |     | 3:2 | 3:0 | 3:0 | 3 | 3 | 0 | 9:2 | 6 |
| 2 | «Пайкан» (Тегеран) | 2:3 |     | 3:1 | 3:0 | 3 | 2 | 1 | 8:4 | 5 |
| 3 | «Аль-Араби» (Доха) | 0:3 | 1:3 |     | 3:1 | 3 | 1 | 2 | 4:7 | 4 |
| 4 | «Аль-Ахли» (Каир)  | 0:3 | 0:3 | 1:3 |     | 3 | 0 | 3 | 1:9 | 3 |

15 декабря: «Аль-Арабия» — «Аль-Ахли» 3:1 (25:17, 25:27, 25:17, 25:20).
16 декабря: «Скра» — «Пайкан»» 3:2 (24:26, 25:21, 25:22, 20:25, 15:12).
17 декабря: «Пайкан»» — «Аль-Ахли» 3:0 (25:20, 25:19, 25:19); «Скра» — «Аль-Арабия» 3:0 (25:22, 25:22, 25:15).
19 декабря: «Скра» — «Аль-Ахли» 3:0 (25:13, 25:10, 25:22); «Пайкан» — «Аль-Арабия» 3:1 (25:15, 25:22, 25:27, 25:16).

### Группа В
| М | Команда                   | 1   | 2   | 3   | 4   | И | В | П | С/П | О |
| - | ------------------------- | --- | --- | --- | --- | - | - | - | --- | - |
| 1 | «Трентино» (Тренто)       |     | 3:1 | 3:0 | 3:1 | 3 | 3 | 0 | 9:2 | 6 |
| 2 | «Дреан Боливар» (Боливар) | 1:3 |     | 3:1 | 3:1 | 3 | 2 | 1 | 7:5 | 5 |
| 3 | «Динамо» (Москва)         | 0:3 | 1:3 |     | 3:0 | 3 | 1 | 2 | 4:6 | 4 |
| 4 | «Пол Митчелл»             | 1:3 | 1:3 | 0:3 |     | 3 | 0 | 3 | 2:9 | 3 |

15 декабря: «Дреан Боливар» — «Пол Митчелл» 3:1 (23:25, 27:25, 25:19, 25:21).
16 декабря: «Трентино» — «Динамо» 3:0 (25:21, 25:23, 27:25).
17 декабря: «Динамо» — «Пол-Митчелл» 3:0 (25:16, 25:14, 25:23); «Трентино» — «Дреан Боливар» 3:1 (25:16, 25:15, 23:25, 25:22).
19 декабря: «Дреан Боливар» — «Динамо» 3:1 (25:22, 25:22, 21:25, 25:19); «Трентино» — «Пол Митчелл» 3:1 (25:22, 25:19, 25:20).

## Плей-офф

### Полуфинал
20 декабря
«Скра» — «Дреан Боливар» 3:0 (27:25, 25:18, 25:15)
«Трентино» — «Пайкан» 3:0 (25:23, 25:19, 25:17)

### Матч за 3-е место
21 декабря
«Пайкан» — «Дреан Боливар» 3:2 (23:25, 23:25, 25:23, 25:20, 15:13)

### Финал
21 декабря
«Трентино» — «Скра» 3:1 (25:22, 25:19, 20:25, 25:16)

## Итоги

### Положение команд
| «Трентино» (Тренто)          |
| «Скра» (Белхатув)            |
| «Пайкан» (Тегеран)           |
| 4. «Дреан Боливар» (Боливар) |
| 5—6. «Динамо» (Москва)       |
| 5—6. «Аль-Араби» (Доха)      |
| 7—8. «Пол Митчелл»           |
| 7—8. «Аль-Ахли» (Каир)       |

### Призёры
«Трентино» (Тренто): Матей Казийски, Никола Леонарди, Доре Делла Лунга, Османи Хуанторена, Лукаш Жигадло, Рафаэль Виейра ди Оливейра, Андреа Сала, Цветан Соколов, Ян Штокр, Риад Гарсия Пирес Рибейро, Андреа Бари, Массимо Колачи. Главный тренер — Радостин Стойчев.
  «Скра» (Белхатув): Мариуш Влязлый, Даниэль Плиньски, Якуб Новотны, Карол Клос, Бартош Курек, Мигель Фаласка, Стефан Антига, Павел Войцки, Михал Винярский, Павел Заторски, Марцин Можджонек, Михал Бонкевич. Главный тренер — Яцек Навроцки.
  «Пайкан» (Тегеран): Амир Хоссейни, Сейед Мохаммад Мусави Эраги, Хесам Бахшеши, Али Хоссейни, Фархад Зариф, Вали Нур Мохаммади, Рахман Давуди, Араш Кешаварзи, Мехди Махдави, Араш Камалванд, Рамин Хани. Главный тренер — Пейман Акбари.

### Индивидуальные призы
MVP: Османи Хуанторена («Трентино»)
Лучший нападающий: Османи Хуанторена («Трентино»)
Лучший блокирующий: Сейед Мохаммад Мусави Эраги («Пайкан»)
Лучший на подаче: Лусиано де Чекко («Дреан Боливар»)
Лучший связующий: Рафаэль Виейра ди Оливейра («Трентино»)
Лучший либеро: Павел Заторски («Скра»)
Самый результативный: Федерико Перейра («Дреан Боливар»)